# Hans Andreas von Uetterodt
Hans Andreas von Uetterodt († 1678) war ein deutscher Marschall und ab 1651 als „Der Bezwingende“ Mitglied der Fruchtbringenden Gesellschaft.

## Leben und Werk
Er stammte aus der Adelsfamilie von Uetterodt und trat in den Dienst der Ernestiner, deren Marschall er wurde. Als solcher nahm er 1646 an der Einweihungsfeier der Schlosskirche des Schlosses Friedenstein in Gotha und 1655 an der Beisetzung des Herzogs Bernhard von Sachsen-Weimar und 1656 an der Beisetzung des Herzogs Friedrich von Sachsen-Weimar in Weimar teil.